# 小行星37859
小行星37859（37859 Bobkoff）是一颗绕太阳运转的小行星，为主小行星带小行星。该小行星于1998年3月23日发现。
該小行星以美國業餘天文學家羅伯特·科夫（Robert Koff）命名。

## 轨道参数
小行星37859的轨道半长轴为2.6487415 UA，离心率为0.106。